# فرودگاه بلو کنیون–نایک
فرودگاه بلو کنیون-نایک (به انگلیسی: Blue Canyon – Nyack Airport) یک فرودگاه با کد یاتا BLU است . این فرودگاه در کشور ایالات متحده آمریکا قرار دارد .